# Cécile Haussernot
Cécile Claude Haussernot (* 22. Oktober 1998 in Dijon) ist eine französische Schachspielerin. Sie erhielt 2017 von der FIDE den Titel Internationale Meisterin der Frauen (WIM).

## Schach
Cécile Haussernot lernte im Alter von fünf Jahren Schachspielen. Mit sechs Jahren spielte sie im Vereinsteam.

### Erfolge
Sie gewann Goldmedaillen in den Jugendeuropameisterschaften U10 weiblich 2007 in Šibenik (Kroatien) sowie U12 weiblich 2009 in Fermo (Italien). Im August 2017 wurde sie Zweite bei der französischen Frauenmeisterschaft. Im Oktober 2017 nahm sie an der European ACP Women's Blitz Chess Championship in Monte Carlo teil.

### Vereine
In der französischen Top 12 der Frauen spielte Haussernot in der Saison 2007/08 für Club de Tour Prends Garde! Besançon und in der Saison 2008/09 für Montpellier Echecs, für die sie in der gleichen Saison auch im allgemeinen Spielbetrieb in der Top 16 zum Einsatz kam. Seit 2010 spielt sie fast durchgehend (2016 trat sie erneut für Montpellier an) in der Top 12 der Frauen für den Club de Mulhouse Philidor, für den sie seit 2012 auch im allgemeinen Spielbetrieb in der Top 12 eingesetzt wird; sie gewann mit diesem 2017 die französische Mannschaftsmeisterschaft der Frauen und nahm außerdem 2018 am European Club Cup der Frauen teil. Von 2014 bis 2019 spielte sie in der deutschen Frauenbundesliga für den Verein OSG Baden-Baden. Mit Baden-Baden wurde sie Deutscher Mannschaftsmeister der Frauen in den Jahren 2015, 2016 und 2018. Außerdem spielte sie von 2016 bis 2018 für Echiquier Bruntrutain Porrentruy in der Schweizerischen 1. Bundesliga. In der britischen Four Nations Chess League spielte Haussernot in der Saison 2016/17 für die Celtic Tigers.

### Nationalmannschaft
Haussernot gewann 2017 mit dem französischen Team die Silbermedaille im Frauen Mitropa Cup in Balatonszárszó (Ungarn). 2018 spielte sie für Frankreich bei der Schacholympiade der Frauen in Batumi.